# Das Amulett
Das Amulett ist der Titel einer Novelle von Conrad Ferdinand Meyer, die im Winter 1872/73 entstand und erstmals 1873 bei Hessel in Leipzig erschien. Die in 10 Kapitel gegliederte Handlung spielt im 16. Jh. zur Zeit der Auseinandersetzung zwischen Katholiken und Protestanten in Frankreich.

## Inhalt

### Handlung
In einer Herausgeberfiktion gibt ein namentlich nicht genannter Bearbeiter die Aufzeichnungen Hans Schadaus aus dem 17. Jh. wieder.
Der Erzähler schildert, nach der 1611 spielenden Rahmenhandlung (1. Kap.), seine Jugend am Bieler See (2. Kap.), wo er wegen des Todes seiner Eltern bei seinem Oheim Renat im Schloss Chaumont aufwächst. Als Protestant wird er nach calvinistischer Lehre erzogen. Der Sohn eines Soldaten träumt davon, an einem Feldzug gegen den Herzog von Alba zur Befreiung der Niederlande teilzunehmen. Eines Tages taucht ein Fremder bei ihnen auf und Schadau heuert ihn als Fechtmeister an, um sich in dieser Kampftechnik zu verbessern. Eines Tages erreicht sie die Nachricht, dass ein böhmischer Fechtmeister wegen Mordes gesucht wird und Schadau verhindert nicht seine Flucht. Nach einem Streit auf einer Hochzeit über die Bewertung Albas schlägt sich Schadau mit seinem Kontrahenten und er bricht am nächsten Tag nach Paris auf, um dort auf den Ausbruch eines bereits länger erwarteten Krieges zur Befreiung der von den Spaniern besetzten Niederlande zu warten. Wie sein Vater möchte der 20-Jährige unter Admiral Coligny dienen, den er abgöttisch verehrt.
Unterwegs kehrt er, von einem Gewitter überrascht, in einer Gaststätte bei Melun ein und lernt dort Wilhelm Boccard, einen Freiburger, sowie den Parlamentsrat Chatillon mit seiner vermeintlichen Nichte Gasparde kennen (3. Kap.). Schadau schwärmt für den Admiral Coligny, dem er sich anschließen will, und nennt dessen toten Bruder Dandelot sein Vorbild. Die beiden Calvinisten diskutieren mit dem Katholiken Boccard über ihre unterschiedlichen Religionsansichten, u. a. über die Prädestination und die Wunderheilungen, über die sich Schadau lustig macht. Darüber kommt es zum Streit, und Boccard erzählt, wie er von der Muttergottes von Einsiedeln von der Kinderlähmung geheilt wurde. Deswegen trägt er ein Amulett mit sich.
In Paris angekommen, sucht Schadau den Admiral Coligny auf, den Anführer der französischen Calvinisten, der ihm einen Platz in seiner Deutschen Reiterei verspricht und ihn bis Kriegsbeginn als Schreiber anstellt. Anschließend besucht er Chatillon, der offenbar ein gutes Wort für ihn eingelegt hat, in seinem Haus auf der Île Saint-Louis. Der Parlamentsrat erzählt ihm, dass Gasparde nicht seine Nichte, sondern die Tochter Dandelots, des Bruders des Admirals, ist. Als Schadau später mit Gasparde am Fenster steht und der Hetzpredigt des Franziskaners Panigarola gegen die Calvinisten lauscht, geht unten ein Höfling des Herzogs von Anjou, der Graf Guiche, vorbei, der Gasparde bereits länger nachstellt, und wirft ihr eine Kusshand zu. Sie weist ihn ab und gibt ihm gegenüber Schadau als ihren Beschützer aus. (Kap. 4)
Am nächsten Tag beginnt Schadau seine Arbeit beim Admiral und erlebt dort den Auftritt des schwächlich wirkenden französischen Königs, auf den Coligny seine Hoffnung setzt. Auf seinem Heimweg trifft Schadau Boccard, der im Dienst der Schweizer Garde des Königs steht und ihm seine Unterkunft im Schloss, dem Louvre, zeigt. Als er ihn dann zu seinem Gasthof begleitet, begegnet ihnen in einer engen Gasse Graf Guiche. Dieser fordert Schadau auf, ihm Platz zu machen, und nennt ihn einen „verdammte[n] Hugenott[en]“. Boccard zerrt den Freund schnell weg, weil er einen Auflauf befürchtet, und fordert dann Guiche für den Freund zum Duell (Kap. 5). Bei einer Fechtübung erkennt er, dass Schadau zu langsam reagiert und beschwört ihn, die Muttergottes um Beistand zu bitten. Am nächsten Morgen (Kap. 6) steckt er vor dem Zweikampf heimlich sein Amulett in Schadaus Wams. Es fängt den Stoß des Grafen auf, während gleichzeitig Schadau zustößt und den Gegner tötet. Im hugenottischen Lager ist man über den Tod Guiches beunruhigt und befürchtet eine Verschärfung des Religionskonflikts. Gasparde spürt das belastete Gewissen Schadaus und befragt ihn. Nachdem er ihr die Tat gestanden hat, umarmt und küsst sie ihn und bekennt sich mitschuldig. Sie versprechen einander, in „Gefahr und Rettung, Schuld und Heil“ untrennbar „bis zum Tode“ zusammen zu bleiben. (Kap. 6)
Einen Monat später hat sich die Situation der Hugenotten verschlechtert. Der Einfall in Flandern ist misslungen und die Protestanten haben Angst vor Übergriffen. Admiral Coligny wird bei einem Mordanschlag schwer verwundet und liegt im Sterben. Montaigne will seinen Freund Chatillon auf sein Schloss in Sicherheit bringen, doch dieser entschließt sich wie Coligny in Paris zu bleiben. Schadau und Gasparde werden zum Admiral gerufen, der sie in aller Eile trauen lässt. Schadau soll mit seiner Frau nach Deutschland fliehen. (Kap. 7)
In seinem Zimmer angekommen, wird Schadau von Boccard überredet, mit ihm am heutigen Bartholomäustag zum Namenstag seines Landsmannes Pfyffer in den Louvre (das damalige Königsschloss) zu kommen. Dort wird er gefangen genommen und in Boccards Zimmer eingesperrt, wo er die Sturmglocken läuten und Schüsse fallen hört. In dieser Nacht, der Bartholomäusnacht, werden in Paris viele Protestanten auf Befehl des Königs umgebracht. Schadau wird klar, dass der Freund ihn retten will. Er erzählt ihm, dass er Gasparde geheiratet hat und jetzt Angst um seine Frau hat. Er fleht Boccard „im Namen der Mutter von Einsiedeln“ an, ihn fliehen zu lassen, und darauf hilft dieser ihm, mit der Uniform eines Schweizergardisten getarnt, den Louvre zu verlassen. (Kap. 8)
Als sie durch die mit Leichen übersäten Gassen das von Bewaffneten besetzte Haus des Rats erreichen, wird Chatillon gerade aus einem Fenster auf die Straße geworfen. Sie können Gasparde vor einer Horde befreien und fliehen. Boccard wird aus einem Fenster des Hauses heraus mit seiner, wie Schadau entsetzt bemerkt, zurückgelassenen Pistole erschossen. Noch im letzten Atemzug küsst Boccard das Amulett. Viele Jahre später (Rahmenhandlung, 1. Kap.) sieht Schadau bei Boccards altem Vater in Courtion das Amulett und den durchschossenen Hut seines Sohnes wieder und entschließt sich zur Gewissenserleichterung, die Geschichte aufzuschreiben.
Schadau und Gasparde fliehen aus der Stadt. Am Tor werden sie von einer Wache angehalten. Es ist der böhmische Fechtmeister, der am Attentat auf den Admiral beteiligt war und der in Lignerolles Personenbeschreibung von Guiches Duellanten seinen Schüler Schadau erkannt hat. Als Gegenleistung für Schadaus Fluchthilfe hilft er jetzt ihm und seiner Frau, Paris mit Pferden zu verlassen und die Grenze zur Schweiz zu überqueren, um im Neuenburger Land bei Schadaus Oheim unterzukommen. Unterwegs liest Schadau den am Tag zuvor empfangenen Brief seines Oheims, zu dessen Lektüre er bisher keine Zeit hatte. Er enthält den Abschiedsgruß des Onkels vor dessen Tod und sein Vermächtnis: „Ich lasse Dir mein irdisches Gut, vergiss Du das himmlische nicht.“
Aus der ca. 40 Jahre später spielenden Rahmenhandlung geht hervor, dass der mit einer Holländerin verlobte Sohn Schadaus und Gaspardes im Dienst der niederländischen Generalstaaten steht, die ihre Unabhängigkeit von Spanien erreicht hat.

### Hauptfiguren
- Hans Schadau „von Bern“
- Wilhelm Boccard „von Fryburg“
- Gasparde
- Parlamentsrat Chatillon
- Admiral Coligny
- Oheim

## Analyse der charakteristischen Novellenmerkmale

### Der „Falke“
Das Amulett bildet den „Falken“ der Geschichte. Im ersten Kapitel bildet es den geheimnisvollen Auftakt und regt den Erzähler an, sich der Ereignisse zu erinnern. Es repräsentiert Schutz vor dem Tod, sowohl Boccard als auch Schadau verdanken dem Amulett ihr Leben. Gleichzeitig stellt es die Verbindung zwischen den Religionen her, denn zunächst sträubt sich Schadau als Calvinist gegen die Marienverehrung. Anfangs scherzt er noch darüber, doch als sein eigenes Leben auf wundersame Weise durch das Amulett gerettet wird, reagiert er zwar unwirsch und ablehnend, doch insgeheim beginnt er seine Meinung zu ändern:
„Sein Aberglaube war verwerflich, aber seine Freundestreue hatte mir das Leben gerettet.“
Im Gefängnis lässt sich Boccard erst zu einer Rettungsaktion für Gasparde überreden, als Schadau ihn bei der Muttergottes anfleht. Und als Boccard letztlich in der Strasse erschossen wird, küsst er mit letzter Kraft das Amulett.

### Das Ausserordentliche, Ungewöhnliche, „Unerhörte“
Die Krise, die ja den Kern einer jeden Novelle bildet, ist als Religionskonflikt auf zwei Ebenen gegeben: Auf der Handlungsebene entsteht eine Freundschaft zwischen dem katholischen Boccard und dem protestantischen Schadau, die letztlich so weit geht, dass Boccard sein Leben für das junge Paar opfert. Auf historischer Ebene eskaliert der Konflikt in einem Blutbad, der Bartholomäusnacht, bei der schätzungsweise 10'000 Hugenotten ermordet wurden. So stehen diese beiden Ebenen konträr und bilden einen starken Widerspruch, der das Einzelschicksal zur Besonderheit werden lässt.

### Dramatische Struktur
Die Novelle gliedert sich in 10 Kapitel. Das erste Kapitel spielt im März 1611 und bildet die Rahmenhandlung. Ein Besuch Schadaus 1611 bei dem alten Vater seines toten Freundes Wilhelm Boccard in Courtion regt ihn zur Niederschrift seiner Lebensgeschichte an (1. Kap.). Bereits hier taucht zum ersten Mal das Amulett, die Medaille mit der Muttergottes von Einsiedeln, auf, die sich später durch die ganze Novelle ziehen wird. Vom 2. Kapitel an folgt die Novelle dem Aufbau eines Dramas und gliedert sich in Exposition bzw. Einleitung mit den Kapiteln 2, 3 und 4. Erster Höhepunkt ist das Duell, danach steigt die Spannung deutlich an und gipfelt schliesslich in der Befreiung Gaspardes in Kapitel 9, die zugleich Höhe- und Wendepunkt der Geschichte ist.

### Objektivierende Erzählhaltung
Noch vor dem ersten Kapitel findet man die Anmerkung: „Alte vergilbte Blätter liegen vor mir mit Aufzeichnungen aus dem Anfange des siebzehnten Jahrhunderts. Ich übersetze sie in die Sprache unserer Zeit.“ Der Autor verstärkt so den Eindruck, die erzählte Geschichte sei wahr und habe sich genau so ereignet. Auch die detailreichen historischen Hintergründe stützen diese Illusion. Durch diese Erzähltechnik ist die Novelle, auch mit Blick auf die Entstehungszeit, eindeutig dem Realismus zuzuordnen. Kennzeichnend für diese literarische Epoche sind weiterhin die im Buch verwirklichte objektive und genaue Beschreibung der Charaktere, deren Handlungen und Umfeld.

### Begrenztheit, straffe Konstruktion
Die ganze Geschichte bildet einen dichten, zusammenhängenden Erzählstrang, der weniger als 70 Seiten umfasst und sich auf wesentliche Szenen beschränkt. Der Ich-Erzähler hält die Handlung kompakt und führt sie zu einem geschlossenen Ganzen, einer begrenzten Geschichte bzw. Neuigkeit. Dabei fällt auch auf, dass die ganze Geschichte streng logisch und konsequent konstruiert ist. Alle Entscheidungen sind in ihrer Motivation nachvollziehbar und rational erklärbar.

### Die Rahmenerzählung
Wie für Novellen üblich wird die eigentliche Geschichte von einer kurzen Rahmenerzählung eingeschlossen. In diesem Fall erzählt Schadau rückblickend diesen Ausschnitt seines Lebens. Im Ansatz ist sogar noch eine Rahmenerzählung für die Rahmenerzählung zu erkennen: Die ersten beiden Sätze („Alte vergilbte Blätter liegen vor mir mit Aufzeichnungen aus dem Anfange des siebzehnten Jahrhunderts. Ich übersetze sie in die Sprache unserer Zeit.“) haben einen Ich-Erzähler, der definitiv nicht Schadau ist und lediglich die Rolle eines „Übersetzers“ hat, also komplett ausserhalb der Geschichte steht. Er wird später nie mehr erwähnt und ist auch im Text nicht zu erkennen (keine Anmerkungen etc.). Diese Schachtelung von Rahmenerzählungen zieht den Leser immer tiefer ins Geschehen hinein.

### Die gesellschaftliche Krise (historische Einordnung)
Die Geschichte ist historisch korrekt erzählt und spielt hauptsächlich am 24. August 1572, als während der Bartholomäusnacht auf Befehl des Königs Karl IX. geschätzte 10'000 protestantische Hugenotten vom herumziehenden Mob getötet wurden. Auch der Mordanschlag auf Admiral Coligny und die Ziele und Pläne der historischen Personen sind zutreffend geschildert. Diese Situation stellt eine grosse gesellschaftliche Krise dar, vor deren Hintergrund typischerweise sich die aussergewöhnlichen Ereignisse der Novelle zutragen.

## Entstehung und Rezeption
Inspiriert durch das Studium der französischen Geschichte, insbesondere zur Person der Katharina von Medici, der Bartholomäusnacht und der Religionskriege unter Karl IX., machte sich Meyer im Winter 1872/73 daran, die Novelle seiner Schwester zu diktieren. Als Hauptquelle gilt die Chronique du règne de Charles IX (Die Bartholomäusnacht) von Prosper Mérimée, 1829, wie Meyer 1873 schreibt. Einen Entwurf fertigte er in den sechziger Jahren an, legte ihn aber zunächst beiseite, da er ihm noch zu wenig durchdacht schien.
Bedeutsam erscheint der zeitgenössische Hintergrund des Kulturkampfes in der Schweiz für die Anlage der Novelle. Während der Staat zu dieser Zeit den Einfluss der katholischen Kirche mit gesetzlichen Repressalien zu unterbinden hoffte, plädiert Meyer in der Novelle für den Frieden zwischen den Konfessionen und den Primat der gemeinsamen Nation über der unterschiedlichen Religion.
Als erste Prosanovelle Meyers hatte das Werk trotz häufiger Besprechung eher geringen Erfolg. Dennoch gelobt wurden, wie auch bei seinen anderen Novellen, die korrekte Darstellung des historischen Hintergrundes, die klaren Charaktere, die einfache Sprache und eine meisterhafte Komposition.